# Петро Боратинський
Петро Боратинський гербу Корчак (пол. Piotr Boratyński; 1509 — 15 червня 1558, Краків) — шляхтич руського походження, військовий та державний діяч часів Королівства Польського, дипломат. Представник роду Боратинських.

## Життєпис
Батько — Стецько (Іван, Ян), староста рогатинський, ротмістр; мати — дружина батька Софія Новомейська.
Навчався за кордоном, вивчав право, додому повернувся близько 1537 року. Став придворним короля, в 1545 — підстаростою Кракова. Як вмілий правник допомагав Якубу Пшилуському опрацьовувати статути. За прикладом батька, став публічним політиком; був добрим промовцем. На останньому сеймі короля Сігізмунда І Старого 1547-48 років зі Ст. Подлодовським від Палати послів захищав шляхетські права. На Пйотркувському сеймі 1548 року 5 разів виступав проти шлюбу Сігізмунда ІІ з Барбарою Радзивілл. Його промову 16 листопада Л. Ґурніцький вважав «взірцем красномовства». Під час конфлікту між Станіславом Оріховським та перемиським біскупом РКЦ Яном Дзядуським, який погрожував Ст. Оріховському відлученням, коли захопить дружину, на Пйотркувському сеймі 1550 року, з М. Кшицьким, Сєраковським виступив проти біскупів. 1551 року: у січні як секретар короля перебував у Вармії через номінацію біскупом Станіслава Гоз'юша; став бургграфом Кракова. Часто виступав проти намірів католицького кліру, але був католиком. Під час урочистої служби в катедрі Кракова 26 травня 1552 закликав покинути храм Г. Оссоліньського, який мав «відлучення». 8 липня 1552 в оршаку Пйотра Кміти прибув з королем до Ґданьська, де не допустив до сутички між польськими дворянами та міською стражею. Кілька разів був послом (зокрема, в 1552 до господаря Молавії Алексанрела Лепушняну, якому допоміг взяти трон Микола Сенявський), другим послом був сандомирський воєвода Станіслав Тенчинський, який 28 липня 1553 року відновив мир з Портою. Правдоподібно, під час дороги назад вони склали «чорновик» польсько-молдавського миру на підставі укладеного в Бакоті Миколою Сенявським договору. У 1554 році став перемиським каштеляном, в 1556 — белзьким (після повернення з Семигороддя, куди супроводжував доньку Бони Ізабеллу, виїхавши з нею 23 вересня зі Львова). 1555 року став керувати Самбірським староством, яке Бона Сфорца віддала доньці Ізабелі під час перебування в Польщі. В лютому 1556 року супроводжував королеву Бону до кордонів Польщі. 1557 року, правдоподібно, був послом до Семигороддя через укладення угоди між Фердинандом та королівною Ізабелою.
Захворів 1558 року, помер 15 червня під час лікування. Був похований у катедрі святих Станіслава і Вацлава замку Вавеля, коштом дружини було зроблено і поставлено в ній його ренесансний надгробок при північній стіні храму, який зберігся принаймні наприкінці 19 ст.

### Сім'я
Перша дружина — Ельжбета Ґжеґожевська, дітей не мали. Друга — Варвара Дідушицька гербу Сас, донька львівського підсудка Івана, сестра Вацлава Дідушицьких. Син:
- Іван — перемиський хорунжий, рогатинський староста, мав 6 років на момент смерті батька;[4] його дружина — Барбара Лисаковська зі Стрільчиськ (пол. Strzelczysk). Миколай Рей хвилювався через можливе вигасання заслуженого роду. 
За даними Каспера Несецького, донька Софія — дружина Замєховського гербу Гриф.[5]